# Autokratisering
Autokratisering eller avdemokratisering är en politisk process som innebär att samhällen rör sig mot autokrati och bort från demokrati. Autokratisering kan ske i olika typer av styrelseskick, där den kan innebära allt från att en etablerad demokrati försvagas till att en redan stängd autokrati blir ännu mer sluten. Processen kan ske under dramatiska former, till exempel genom en militärkupp, eller som en gradvis förändring.
Motsatsen till autokratisering är demokratisering.

## Definition
Autokratisering har traditionellt definierats som en rörelse bort från full demokrati och som "demokratisering baklänges". Förespråkarna för en sådan definition menar att man på så vis kan analysera autokratisering och demokratisering som rörelser på samma spektrum och att de blir ömsesidigt uteslutande. Detta menar de underlättar användandet av olika typer av data som kvantifierar politisk och demokratisk förändring.
Kritiken mot en "negativ definition" har kretsat kring svårigheten i att definiera begrepp enbart med hjälp av negativa hänvisningar till andra processer, det vill säga vad autokratisering inte är. Statsvetaren Luca Tomini har föreslagit att autokratisering istället bör definieras "positivt", som en "process av regimförändring mot autokrati. Detta gör utövandet av politisk makt mer godtyckligt och repressivt, samt begränsar utrymmet för offentligt ifrågasättande och politiskt deltagande i processen att välja en regering."

## Autokratiseringsvågor

### Första och andra vågen
I likhet med demokratiseringsvågor kan tre huvudsakliga vågor av autokratisering urskiljas genom historien, även om den exakta avgränsningen skiljer sig något mellan olika analyser. I Lührmann & Lindbergs analys från 2019 menar de att den första autokratiseringsvågen pågick mellan 1926 och 1942 och den andra vågen mellan 1961 och 1977. Periodiseringen liknar Samuel P. Huntingtons traditionella indelning i demokratiserings- och autokratiseringsvågor, där den första daterades till perioden 1922–1942 och den andra vågen till 1960–1975. Lührmann & Lindberg menar att den tredje autokratiseringsvågen började 1994 och i deras analys åtminstone sträckte sig fram till 2017.
Den första och andra vågen dominerades av plötsliga politiska händelser som orsakade en kraftig rörelse mot autokrati; till exempel stod militärkupper för 39 procent av alla händelser som undergrävde demokratin och utländska invasioner för 29 procent av autokratiseringen. Autogolpe eller självkupper – där en ledare som kommer till makten på ett juridiskt legitimt sätt senare nedmonterar eller avskaffar demokratin – stod för 32 procent av autokratiseringen. Ett typiskt exempel på en autogolpe var president Alberto Fujimoris maktövertagande i Peru 1992.

### Tredje vågen
Något som skiljde den tredje vågen från tidigare autokratiseringsvågor var tillvägagångssättet och tempot i de politiska förändringarna. En annan framträdande egenskap var att 70 procent av autokratiseringen skedde i befintliga demokratier, det vill säga att demokratier underminerades snarare än att den politiska makten koncentrerades mer i redan autokratiska system.
En särskilt vanlig taktik som användes under den tredje vågen var "demokratisk erodering". Makthavare som använder demokratisk erodering som taktik ser först till att på laglig väg få tillgång till den politiska makten, för att sedan gradvis undergräva demokratiska värden. Eroderingen sker huvudsakligen utan att man direkt avskaffar centrala demokratiska institutioner. Två framträdande fall i Europa har varit Ungern och Polen.
Plötsliga demokratiska sammanbrott var betydligt ovanligare under den tredje autokratiseringsvågen än under tidigare perioder. Avdemokratiseringen kom även att bli mer informell och osynlig, eftersom det exempelvis blev mer sällsynt att makthavare antog uppenbart odemokratiska författningar. Under den tredje vågen ändrades sällan de formella politiska reglerna, vilket fick autokratiska system att på pappret se demokratiska ut.